# دوست کیتلین
دوست کیتلین (انگلیسی: Caitlin Friend؛ زادهٔ ۱۰ نوامبر ۱۹۹۳) بازیکن فوتبال اهل استرالیا است.
وی همچنین در تیم‌های ملی فوتبال Australia women's national under-20 football team بازی کرده‌است.